# 媒体文化
媒体文化，在文化研究中是指在大众媒体的影响下从20世纪兴起和发展的当前西方资本主义社会。这个词暗示着媒体（主要是电视，还有新闻，广播和电影）对公众的影响以及对品味和价值的总体影响和智力指导。
大众文化这个替代术语传达了一种观念，即这种文化是自发自发地从群众中产生的，就像20世纪之前的流行艺术一样。另一方面，表达媒体文化传达了这样一种观念，即这种文化是大众媒体的产物。媒体文化的另一个替代术语是“图像文化”。
媒体文化，由于其广告和公共关系的衰落，通常被认为是一种以操纵社会大众为中心的系统。企业媒体“主要用于代表和再现主流意识形态”。自1940年代以来，西奥多·阿多诺（Theodor Adorno）的工作就突出了这种观点。媒体文化与消费主义相关联，在这种意义上也称为“消费文化”。